# Pollanisus isolatus
Pollanisus isolatus là một loài bướm đêm thuộc họ Zygaenidae. Nó là loài duy nhất được tìm thấy ở type location Beaconsfield in Victoria.
Chiều dài cánh trước khoảng 7 mm đối với con đực.